# Rencontre avec le dragon
Pour plus de détails, voir Fiche technique et Distribution.
Rencontre avec le dragon est un film français réalisé par Hélène Angel, sorti en 2003.

## Synopsis
Félix a quinze ans. Il veut devenir écuyer et servir un chevalier. C'est encore un enfant, pas vraiment un homme. Il somnole près d'un arbre, luttant contre le sommeil. S'il s'endort, il meurt de froid. C'est l'hiver, les oliviers ont gelé. Sur ses genoux, un livre doré et racorni. C'est son livre à lui, il raconte l'histoire de Guillaume de Montauban, un chevalier légendaire surnommé le Dragon Rouge. 
Le vent fait tourner les pages de l'ouvrage alors qu'un soldat sort des fourrés, terrifié. C'est un sergent solitaire, rescapé d'un combat entre les troupes de Mespoulède et celles de Guillaume. Les deux hommes rivalisent pour capturer Hugues de Pertuys, un poète, ancien favori du pape, dont celui-ci a mis la tête à prix, amer d'avoir été délaissé. Félix tue sans le vouloir le sergent et découvre les lieux désolés du combat, où un chevalier casqué et en armure rouge semble mort.

## Fiche technique
- Titre : Rencontre avec le dragon
- Date de sortie : 6 août 2003 (France)
- Réalisation : Hélène Angel
- Scénario : Hélène Angel, Jean-Claude Janer et Agnès de Sacy
- Production : Michel Saint-Jean
- Sociétés de production : Canal+, Diaphana Films et France 3 Cinéma
- Musique : Philippe Miller
- Photographie : Benoît Delhomme
- Montage : Pauline Dairou
- Décors : Thierry François
- Costumes : Catherine Rigault
- Maquillage : Luk Van Cleemput
- Cascadeur : Jérôme Gaspard
- Lieu de tournage : Studio 24, Aussois, Saintes-Maries-de-la-Mer
- Pays d'origine :  France
- Genre : drame, film médiéval, film fantastique
- Durée : 109 minutes

## Distribution
| - Daniel Auteuil : Guillaume de Montauban, dit Dragon Rouge - Nicolas Nollet : Félix de Sisteron - Sergi López : Raoul de Ventadour - Emmanuelle Devos : Gisela von Bingen - Titoff : Hugues de Pertuys - Gilbert Melki : Micholas Mespoulède | - Maurice Garrel : Duc de Belzince - Claude Perron : Isabelle de Ventadour - Frédéric Proust : Baron Léon de Courtenay - Jean-François Gallotte : Pape Innocent III - Bernard Blancan : Le sergent de Guillaume - Yaniss Lespert : Guillaume, jeune |